# Eddie Cantor
Eddie Cantor, ursprungligen Edward Israel Iskowitz, född 31 januari 1892 i New York, död 10 oktober 1964 i Beverly Hills, Los Angeles, Kalifornien, var en amerikansk skådespelare, komiker och musikalartist.

## Biografi
Cantor uppträdde i varietéer innan han gjorde filmdebut 1926. Med sina stora rullande ögon, oefterhärmliga röst och sångstil, var han mycket populär under ljudfilmens tidiga år. På 1930-talet hade han också en egen radioshow, som var mycket populär. Dessutom lanserade han flera kända schlagers, som till exempel If You Knew Suzie.
Välgörenhetsorganisationen National Foundation for Infantile Paralysis bytte namn till March of Dimes, efter att namnet myntats av Cantor.
Han var ordförande för fackföreningen Screen Actors Guild 1933–1935.

## Utmärkelser
Cantor belönades med en heders-Oscar 1956.

## Filmografi (urval)
- Kid Boots (1926)
- På kärlekens krigsstigar (1930)
- Tjurfäktare mot sin vilja (1933)
- Tacka din lyckliga stjärna (1943)